# Empoasca affinis
Empoasca affinis är en insektsart som beskrevs av Nast 1937. I den svenska databasen Dyntaxa används istället namnet Empoasca pteridis. Empoasca affinis ingår i släktet Empoasca och familjen dvärgstritar. Arten är reproducerande i Sverige. Inga underarter finns listade i Catalogue of Life.